# 9413 Eichendorff
9413 Eichendorff eller 1995 SQ54 är en asteroid i huvudbältet som upptäcktes den 21 september 1995 av den tyska astronomen Freimut Börngen vid Tautenburg-observatoriet. Den är uppkallad efter den tyske poeten Joseph von Eichendorff.
Asteroiden har en diameter på ungefär 6 kilometer.